# Acmaeoderopsis hulli
Acmaeoderopsis hulli är en skalbaggsart som först beskrevs av Knull 1928.  Acmaeoderopsis hulli ingår i släktet Acmaeoderopsis och familjen praktbaggar. Inga underarter finns listade i Catalogue of Life.